# Gyelétfalva
Gyelétfalva (horvátul: Đeletovci) falu Horvátországban Vukovár-Szerém megyében. Közigazgatásilag Csótnémetihez tartozik.

## Fekvése
Vukovártól légvonalban 18, közúton 21 km-re délre, községközpontjától 5 km-re északnyugatra, a Nyugat-Szerémségben, Vinkovcéről Szávaszentdemeterre menő vasúttól délre fekszik. Vasútállomása van. 

## Története
A település már a középkorban is létezett, de egyik korabeli oklevélben szereplő településsel sem sikerült kétséget kizáróan azonosítani. Annyi tudható, hogy a falu régi helye a mai határában fekvő „Staro Selo” nevű helyen volt. Környéke is sűrűn lakott volt a középkorban, de ezek a települések részben a török uralom idején, részben a felszabadító harcok során elnéptelenedtek. A török 1526-ban, Valkóvár eleste után szállta meg és 1691-ig volt török uralom alatt. 
A mai Gyelétfalva a 18. század elején keletkezett Boszniából érkezett katolikus sokácok betelepülésével, akik felépítették Szent Mártonnak szentelt fatemplomukat. A templom a németi plébánia filiája volt. Kamarai birtok volt, majd a vukovári uradalom része lett. A katonai határőrvidék megszervezésekor Mária Terézia rendelete alapján 1745-ben elhatárolták a katonai közigazgatás alá vont területeket. Gyelétfalva a Bródi határőrezred katonai igazgatása alá került és a tizedik század parancsnokságának székhelye lett. Lakói a katonai igazgatás teljes megszüntetéséig határőrök voltak, akik 16 és 60 életévük között kötelezve voltak a császári hadseregben a katonai szolgálatra. Részt vettek a Habsburg Birodalom szinte valamennyi háborújában. A katonai közigazgatást 1873-ban megszüntették, majd területét 1881-ben Szerém vármegyéhez csatolták.
Az első katonai felmérés térképén „Czeletovcze” néven található. Lipszky János 1808-ban Budán kiadott repertóriumában „Chelletovcze” néven szerepel. Nagy Lajos 1829-ben kiadott művében „Gjeletovcze” néven 62 házzal, 316 katolikus és 13 ortodox vallású lakossal találjuk.
A településnek 1857-ben 330, 1910-ben 733 lakosa volt. Szerém vármegye Sidi járásához tartozott. Az 1910-es népszámlálás adatai szerint lakosságának 75%-a horvát, 15%-a magyar, 8%-a német, 1%-a szerb anyanyelvű volt. A település az első világháború után az új szerb-horvát-szlovén állam, majd később (1929-ben) Jugoszlávia része lett. 1941 és 1945 a Független Horvát Államhoz tartozott, majd a szocialista Jugoszlávia fennhatósága alá került. A falu élete 1984-ben változott meg gyökeresen, amikor az INA vállalat megkezdte a határában feltárt kőolaj- és földgázmező kitermelését. 1991-től a független Horvátország része. 1991-ben lakosságának 93%-a horvát nemzetiségű volt. A horvát függetlenségi háború idején a falut megszálló szerbek mindent leromboltak. A lakosság legnagyobb része lemenekült, néhányan gyilkosság áldozatai lettek. A lakosság csak 1997-ben térhetett vissza a száműzetésből és kezdhetett hozzá a teljes újjáépítéshez. A falunak 2011-ben 511 lakosa volt.

## Népessége
| Lakosság változása | Lakosság változása | Lakosság változása | Lakosság változása | Lakosság változása | Lakosság változása | Lakosság változása | Lakosság változása | Lakosság változása | Lakosság változása | Lakosság változása | Lakosság változása | Lakosság változása | Lakosság változása | Lakosság változása | Lakosság változása |
| ------------------ | ------------------ | ------------------ | ------------------ | ------------------ | ------------------ | ------------------ | ------------------ | ------------------ | ------------------ | ------------------ | ------------------ | ------------------ | ------------------ | ------------------ | ------------------ |
| 1857               | 1869               | 1880               | 1890               | 1900               | 1910               | 1921               | 1931               | 1948               | 1953               | 1961               | 1971               | 1981               | 1991               | 2001               | 2011               |
| 330                | 351                | 451                | 597                | 686                | 733                | 699                | 733                | 828                | 862                | 908                | 874                | 799                | 849                | 685                | 511                |

## Gazdaság
A helyi gazdaság alapja hagyományosan a mezőgazdaság és az állattartás. Fő termények a gabonafélék, a napraforgó, a cukorrépa és a takarmánynövények. 
Olaj- és földgázlelőhelyét 1984 óta hasznosítják. 1982. szeptember végén a falu főutcájától kétszáz méterre, mintegy 1000 méter mélységben a fúrók olajat találtak. Az akkori Naftaplin Vjesnik humoros történetben számolt be Ilija Manojlovićról a „gyelétfalvi sejkről”, akire a helyiek aggatták ezt a tréfás nevet, mert a Đeletovci 1. számú kútból az ő földjén tört fel az olaj. Kinevezték az építési projektért felelős csoportot és megkezdték az olajtermelő létesítmények felépítését. A munkát rekord hét hónap alatt végezték el, és a Đeletovci – Ilača – Privlaka olajmezőn 1984. november 24-én megindulhatott a termelés. 1984 végéig a 34 kútból körülbelül 27 000 tonna olajat és valamivel több, mint egymillió köbméter földgázt termeltek ki. Az olaj- és gázmező 1989-ben érte el termelésének maximumát. 1991. szeptember 29-én a szerbek mind a három mezőt elfoglalták. A két gyelétfalvi olajtartály egyikét felgyújtották. A kelet-szlavóniai olajmezőket 1996. augusztus 19-én állították vissza az INA termelésébe. A termelés újjászervezése két szakaszon keresztül zajlott és 1997 közepén fejeződött be.

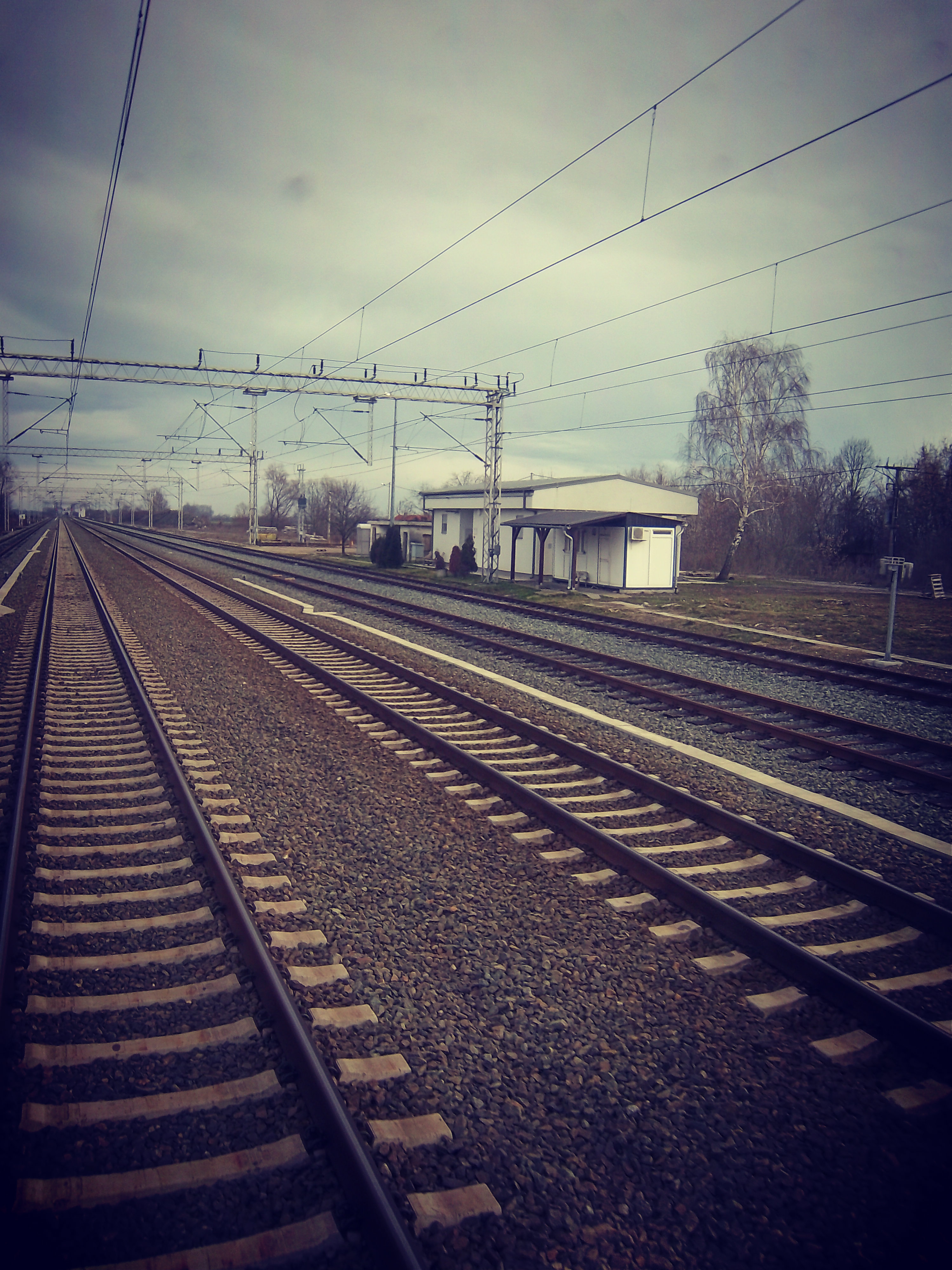
Gyeletfalva vasútállomása

## Nevezetességei
Kapisztrán Szent János tiszteletére szentelt római katolikus temploma 1872-ben épült. Hosszúsága 17 méter, szélessége 8 méter. A templomot 1972 körül belülről, 1991-ben kívülről teljesen megújították. 1991. szeptember 29-én a szomszédos Bánóc felől a tornyot gránáttalálat érte, mely ráomlott a tetőszerkezetre. A tető és a szentély is súlyosan megsérült. A falut elfoglaló szerb csapatok a templomot teljesen kifosztották. A háború után a visszatérő emberek újjáépítették.

## Kultúra
- A KUD „Grančica” kulturális és művészeti egyesületet 1965-ben folklór csoportként alapították. Alapítója a helyi iskola tanára Zvonimir Vanđura volt. A száműzetés éveiben nagyon nehéz körülmények között tevékenykedett.

- A faluban minden év májusában a „Divan je kićeni Srijem” fesztivál részeként a népi írók találkozója kerül megrendezésre. Eddig 22 népi írói találkozót tartottak kisebb-nagyobb sikerrel és folyamatossággal. A függetlenségi háború megszakította az ezen a területen népszerű népi írás felértékelésére irányuló erőfeszítéseket. A találkozó lehetőséget nyújt a szakembereknek, hogy a népi kultúrának ezt részét minden évben értékeljék.

- Az „Electus” informatikai klubot 2008-ban alapították.

## Oktatás
Első iskoláját 1830-ban nyitották meg. A településen a csótnémeti általános iskola négyosztályos, alsó tagozatos területi iskolája működik. 

## Sport
Az NK Šokadija Đeletovci labdarúgóklubot 1933-ban alapították. A csapat ma a megyei 2. ligában szerepel.